# مینی‌مپ

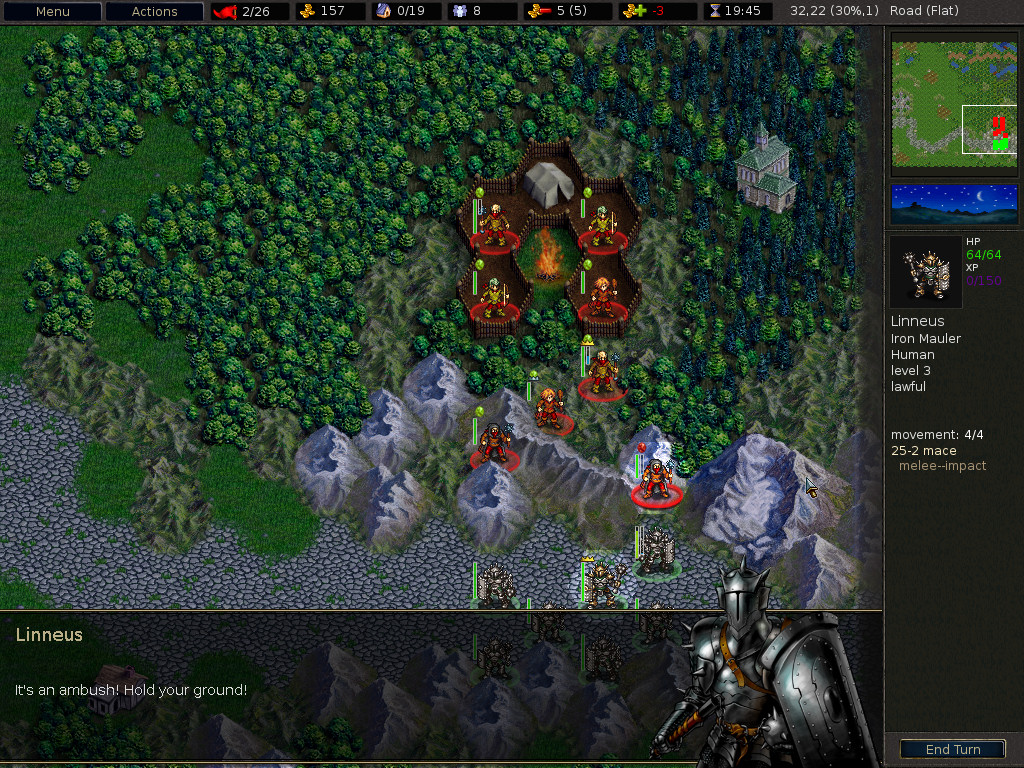
اسکرین‌شات از یک بازی دارای مینی‌مپ

مینی‌مَپ (به انگلیسی: Mini-map) یا ریزنقشه، یک نقشهٔ خرد است که اغلب در گوشه ای از صفحه در بازی‌های ویدئویی قرار داده می‌شود تا به بازیکنان در موقعیت‌یابی خود درون دنیای بازی کمک شود. آنها اغلب تنها بخش کوچکی از صفحه نمایش را اشغال می‌کنند و بازیکن می‌تواند برگزیند که چه جزئیاتی نشان داده شود. عناصری که معمولاً در ریزنقشه‌ها گنجانده می‌شوند بسته به ژانر بازی ویدیویی متفاوت هستند. با این حال، ویژگی‌های رایج شامل موقعیت شخصیت بازیکن، واحدها یا ساختارهای دوستان، دشمنان، اهداف و زمین پیرامون است.